# Synhymenium aureonitens
Synhymenium es un género monotípico de musgos hepáticas de la familia Targioniaceae. Su única especie: Synhymenium aureonitens, es originaria de India.

## Taxonomía
Synhymenium aureonitens fue descrita por William Griffith  y publicado en Journal of the Proceedings of the Linnean Society, Botany 5: 124. en 1861.
Sinonimia
- Cyathodium griffithii, Schiffner 1939 [4]